# تان تهوی
تان تهوی (به لاتین: Tân Thủy) یک منطقهٔ مسکونی در ویتنام است که در استان کوانگ‌بن واقع شده‌است.